# Códice do Cairo

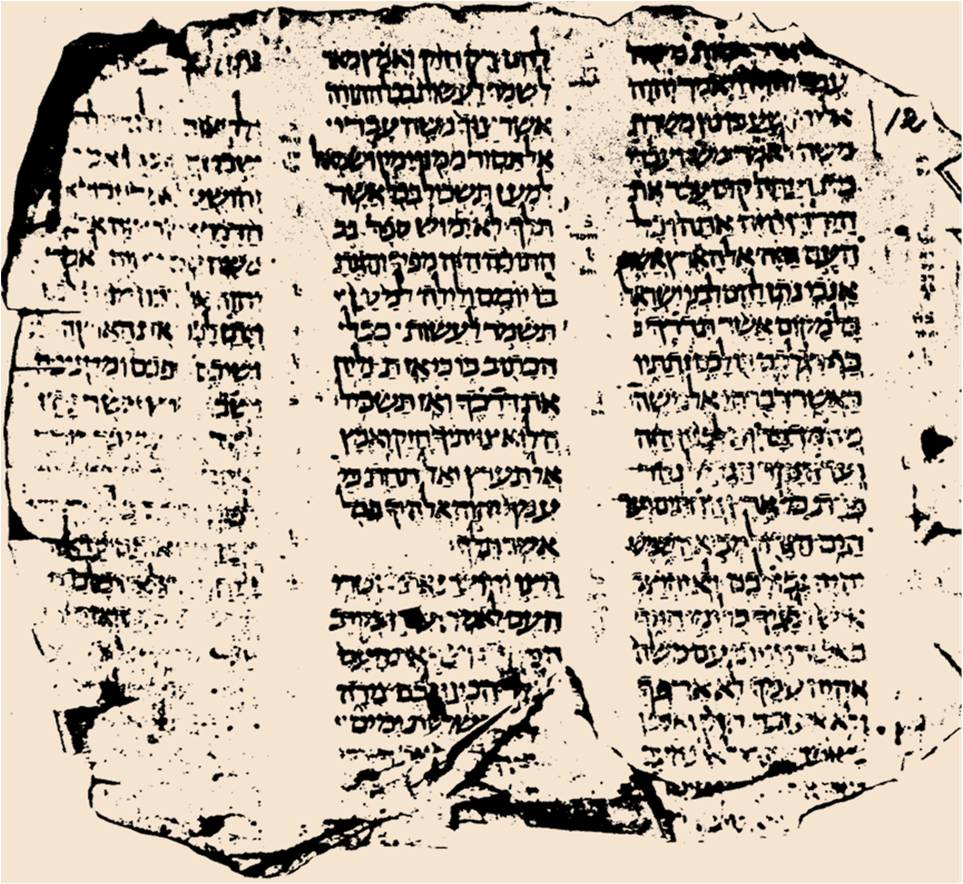
Reprodução fotográfica da página 12 do Códice do Cairo

O Códice do Cairo (também: Codex Cairensis, Codex Prophetarum Cairensis, Códice dos Profetas do Cairo) é um manuscrito hebraico que contém o texto completo dos Nevi'im, livros proféticos da Bíblia Hebraica. Tradicionalmente, tem sido descrito como "o mais antigo códice hebraico datado da Bíblia que chegou até nós", mas pesquisas modernas parecem indicar uma data do século XI d.C, em vez da data de 895 d.C escrita em seu colofão. Ele contém os livros dos Profetas Anteriores (Josué, Juízes, Samuel e Reis) e Profetas Posteriores (Isaías, Jeremias, Ezequiel) e o livro dos Doze Profetas Menores. Ele é composto por 575 páginas, incluindo 13 páginas de tapete.

## História
De acordo com o seu colofão, foi escrito completo com pontuação por Aaron ben Moisés ben Asher em Tiberíades no ano de 895 d.C, durante  durante o reinado de Almutadide, após a destruição do segundo templo. Foi dado como presente à comunidade caraíta em Jerusalém e foi levado como espólio pelos Cruzados em 1099. Posteriormente, foi resgatado e passou a pertencer à comunidade caraíta no Cairo. Quando os judeus caraítas deixaram o Egito, eles depositaram o códice em 1983 na Universidade Hebraica de Jerusalém, onde é mantido em uma sala segura no andar abaixo da coleção de Manuscritos Hebraicos. O Códice foi trazido de volta a Jerusalém por um comitê de seis pessoas.

## Avaliação científica
Embora o colofão do códice indique que foi escrito por um membro da família Ben Asher, Lazar Lipschütz e outros observaram que, dentro da tradição massorética, o Códice parece estar mais próximo de ben Naphtali do que de Moisés ben Asher.
Embora alguns estudiosos vejam isso como uma objeção à autenticidade, Moshe Goshen-Gottstein presume que ben Naftali seguiu mais de perto o sistema de Moses ben Asher do que seu próprio filho, Aaron ben Moses ben Asher, que revisou o Códice de Aleppo e adicionou pontuações.
Mais recentemente, novas dúvidas sobre sua autenticidade foram levantadas por meio de datação por radiocarbono e outras técnicas científicas. Após investigação científica, foi afirmado que o copista deve ter sido uma pessoa diferente do autor e que o manuscrito deve ser datado do século XI, não do século IX.
Umberto Cassuto baseou-se amplamente neste códice ao produzir sua edição do Texto Massorético, de modo que, nos textos proféticos, sua edição está mais próxima da tradição de ben Naftali do que na Torá.
Entre 1979 e 1992, uma editio princeps do códice, contendo texto e masorás, foi publicada por uma equipe de estudiosos espanhóis.